# Alekszandr Harutjuni Bekzadján
Alekszandr Harutjuni Bekzadján (Ալեքսանդր Հարությունի Բեկզադյան, oroszul Alekszandr Artyemjevics Bekzadjan) (Şuşa, 1879 – Moszkva, kommunarkai kivégzőhely, 1938. augusztus 1.) örmény bolsevik, szovjet diplomata, a Szovjetunió első magyarországi követe.

## Élete és munkássága
Cári hivatalnok családjában született. A kijevi politechnikai intézetben tanult. 1901-ben kapcsolódott be a szociáldemokrata munkásmozgalomba. 1903-ban belépett az Oroszországi Szociáldemokrata Munkáspártba, amelynek a szakadása után a bolsevikokhoz csatlakozott és agitációs-propaganda munkát végzett. 1905 végén letartóztatták, a börtönből megszökött. 1906 és 1914 között Svájcban élt, folytatta tanulmányait, 1911-ben befejezte a zürichi egyetemet. 1913-ban jogi doktori címet szerzett. Disszertációjának témája az oroszországi rendőri provokátor ügynökök tevékenysége volt. 
1911-ben részt vett a bolsevikok párizsi tanácskozásán, majd II. Internacionálé 1912-es bázeli kongresszusán. 1913 szeptemberében az orosz szociáldemokraták küldötte volt  Németország Szociáldemokrata Pártja jénai kongresszusán. 1914-ben visszatért Oroszországba, és a kaukázusi területeken végzett pártmunkát. 
Részt vett a szovjet delegációban az 1922-es genovai konferencián, ez utóbbi nyomán került sor a rapallói egyezmény (1922) aláírására as weimari Németország és a Szovjetunió között. Bekzadjan ezután a berlini szovjet kereskedelmi kirendeltség munkatársa lett. 1926-30 között kereskedelmi népbiztos volt, majd 1930 és 1934 között a Szovjetunió oslói követe lett.
1934-ben a Szovjetunió első budapesti követének nevezték ki, megbízólevelét december 23-án adta át Horthy Miklósnak. 1937 novemberében hazahívták, Moszkvában ellenforradalmi tevékenység vádjával perbe fogták, majd 1938. augusztus 1-jén kivégezték. 1956-ban rehabilitálták. 2015-ben emléktáblát helyeztek el Moszkvában utolsó lakása épületén.

## Fordítás
- Ez a szócikk részben vagy egészben  a(z)   Бекзадян, Александр Артемьевич című orosz Wikipédia-szócikk ezen változatának fordításán alapul.  Az eredeti cikk szerkesztőit annak laptörténete sorolja fel. Ez a jelzés csupán a megfogalmazás eredetét és a szerzői jogokat jelzi, nem szolgál a cikkben szereplő információk forrásmegjelöléseként.